# Giro di Polonia 2017
Il Giro di Polonia 2017, settantaquattresima edizione della corsa, valido come ventisettesima prova dell'UCI World Tour 2017 categoria 2.UWT, si svolse in sette tappe dal 29 luglio al 4 agosto 2017 su un percorso di 1 122,5 km, con partenza da Cracovia e arrivo a Bukowina Tatrzańska, in Polonia. La vittoria fu appannaggio del belga Dylan Teuns, che terminò la gara in 27h07'47" alla media di 41,357 km/h, precedendo il polacco Rafał Majka e l'olandese Wout Poels.
Al traguardo di Bukowina Tatrzańska 96 ciclisti, dei 153 partiti da Cracovia, portarono a termine la competizione.

## Tappe
| Tappa  | Data      | Percorso                                  | km      | Vincitore di tappa | Leader cl. generale |
| ------ | --------- | ----------------------------------------- | ------- | ------------------ | ------------------- |
| 1ª     | 29 luglio | Cracovia > Cracovia                       | 130     | Peter Sagan        | Peter Sagan         |
| 2ª     | 30 luglio | Tarnowskie Góry > Katowice                | 142     | Sacha Modolo       | Danny van Poppel    |
| 3ª     | 31 luglio | Jaworzno > Szczyrk                        | 161     | Dylan Teuns        | Peter Sagan         |
| 4ª     | 1º agosto | Zawiercie > Zabrze                        | 238     | Caleb Ewan         | Peter Sagan         |
| 5ª     | 2 agosto  | Nagawczyna > Rzeszów                      | 130     | Danny van Poppel   | Peter Sagan         |
| 6ª     | 3 agosto  | Wieliczka > Zakopane                      | 189     | Jack Haig          | Dylan Teuns         |
| 7ª     | 4 agosto  | Bukowina Tatrzańska > Bukowina Tatrzańska | 132,5   | Wout Poels         | Dylan Teuns         |
| Totale | Totale    | Totale                                    | 1 122,5 |                    |                     |

## Squadre e corridori partecipanti
Prendono parte alla corsa ventidue formazioni: le diciotto squadre partecipanti all'UCI World Tour 2017 più quattro formazioni invitate: il Team Novo Nordisk, la Gazprom-RusVelo, la CCC Sprandi Polkowice e la nazionale polacca.
| N.      | Cod. | Squadra              |
| ------- | ---- | -------------------- |
| 1-7     | LTS  | Lotto-Soudal         |
| 11-17   | QST  | Quick-Step Floors    |
| 21-27   | BMC  | BMC Racing Team      |
| 31-37   | ORS  | Orica-Scott          |
| 41-47   | MOV  | Movistar Team        |
| 51-57   | SKY  | Team Sky             |
| 61-67   | TFS  | Trek-Segafredo       |
| 71-77   | BOH  | Bora-Hansgrohe       |
| 81-87   | SUN  | Team Sunweb          |
| 91-97   | KAT  | Team Katusha-Alpecin |
| 101-107 | TLJ  | Team Lotto NL-Jumbo  |

| N.      | Cod. | Squadra                         |
| ------- | ---- | ------------------------------- |
| 111-117 | CDT  | Cannondale-Drapac               |
| 121-127 | TBM  | Bahrain-Merida Pro Cycling Team |
| 131-137 | ALM  | AG2R La Mondiale                |
| 141-147 | UAD  | UAE Team Emirates               |
| 151-157 | FDJ  | FDJ                             |
| 161-167 | AST  | Astana Pro Team                 |
| 171-177 | DDD  | Team Dimension Data             |
| 181-187 | TNN  | Team Novo Nordisk               |
| 191-197 | GAZ  | Gazprom-RusVelo                 |
| 201-207 | CCC  | CCC Sprandi Polkowice           |
| 211-217 | POL  | Polonia                         |

## Dettagli delle tappe

### 1ª tappa
- 29 luglio: Cracovia > Cracovia – 130 km

Risultati
| Pos. | Corridore        | Squadra | Tempo    |
| ---- | ---------------- | ------- | -------- |
| 1    | Peter Sagan      | Bora    | 2h56'16" |
| 2    | Caleb Ewan       | Orica   | s.t.     |
| 3    | Danny van Poppel | Sky     | s.t.     |

| Pos. | Corridore        | Squadra | Tempo    |
| ---- | ---------------- | ------- | -------- |
| 1    | Peter Sagan      | Bora    | 2h56'06" |
| 2    | Caleb Ewan       | Orica   | a 4"     |
| 3    | Danny van Poppel | Sky     | a 6"     |

### 2ª tappa
- 30 luglio: Tarnowskie Góry > Katowice – 142 km

Risultati
| Pos. | Corridore        | Squadra | Tempo    |
| ---- | ---------------- | ------- | -------- |
| 1    | Sacha Modolo     | UAE     | 3h15'21" |
| 2    | Danny van Poppel | Sky     | s.t.     |
| 3    | Max Walscheid    | Sunweb  | s.t.     |

| Pos. | Corridore        | Squadra | Tempo    |
| ---- | ---------------- | ------- | -------- |
| 1    | Danny van Poppel | Sky     | 6h11'27" |
| 2    | Peter Sagan      | Bora    | s.t.     |
| 3    | Sacha Modolo     | UAE     | s.t.     |

### 3ª tappa
- 31 luglio: Jaworzno > Szczyrk – 161 km

Risultati
| Pos. | Corridore   | Squadra | Tempo    |
| ---- | ----------- | ------- | -------- |
| 1    | Dylan Teuns | BMC     | 3h51'41" |
| 2    | Peter Sagan | Bora    | s.t.     |
| 3    | Rafał Majka | Bora    | s.t.     |

| Pos. | Corridore   | Squadra | Tempo     |
| ---- | ----------- | ------- | --------- |
| 1    | Peter Sagan | Bora    | 10h03'02" |
| 2    | Dylan Teuns | BMC     | a 6"      |
| 3    | Rafał Majka | Bora    | a 12"     |

### 4ª tappa
- 1º agosto: Zawiercie > Zabrze – 238 km

Risultati
| Pos. | Corridore        | Squadra | Tempo    |
| ---- | ---------------- | ------- | -------- |
| 1    | Caleb Ewan       | Orica   | 5h38'49" |
| 2    | Danny van Poppel | Sky     | s.t.     |
| 3    | Peter Sagan      | Bora    | s.t.     |

| Pos. | Corridore   | Squadra | Tempo     |
| ---- | ----------- | ------- | --------- |
| 1    | Peter Sagan | Bora    | 15h41'47" |
| 2    | Dylan Teuns | BMC     | a 10"     |
| 3    | Rafał Majka | Bora    | a 16"     |

### 5ª tappa
- 2 agosto: Olimp Nagawczyna > Rzeszów – 130 km

Risultati
| Pos. | Corridore        | Squadra | Tempo    |
| ---- | ---------------- | ------- | -------- |
| 1    | Danny van Poppel | Sky     | 2h59'44" |
| 2    | Luka Mezgec      | Orica   | s.t.     |
| 3    | Peter Sagan      | Bora    | s.t.     |

| Pos. | Corridore   | Squadra | Tempo     |
| ---- | ----------- | ------- | --------- |
| 1    | Peter Sagan | Bora    | 18h41'27" |
| 2    | Dylan Teuns | BMC     | a 14"     |
| 3    | Rafał Majka | Bora    | a 20"     |

### 6ª tappa
- 3 agosto: Wieliczka > Zakopane – 189 km

Risultati
| Pos. | Corridore   | Squadra    | Tempo    |
| ---- | ----------- | ---------- | -------- |
| 1    | Jack Haig   | Orica      | 4h58'55" |
| 2    | Wout Poels  | Sky        | a 51"    |
| 3    | Bob Jungels | Quick-Step | s.t.     |

| Pos. | Corridore       | Squadra | Tempo     |
| ---- | --------------- | ------- | --------- |
| 1    | Dylan Teuns     | BMC     | 23h41'27" |
| 2    | Rafał Majka     | Bora    | a 6"      |
| 3    | Wilco Kelderman | Sunweb  | a 10"     |

### 7ª tappa
- 4 agosto: Bukowina Resort > Bukowina Tatrzańska – 132,5 km

Risultati
| Pos. | Corridore   | Squadra | Tempo    |
| ---- | ----------- | ------- | -------- |
| 1    | Wout Poels  | Sky     | 3h26'20" |
| 2    | Adam Yates  | Orica   | s.t.     |
| 3    | Rafał Majka | Bora    | s.t.     |

| Pos. | Corridore   | Squadra | Tempo     |
| ---- | ----------- | ------- | --------- |
| 1    | Dylan Teuns | BMC     | 27h07'47" |
| 2    | Rafał Majka | Bora    | a 2"      |
| 3    | Wout Poels  | Sky     | a 3"      |

## Evoluzione delle classifiche
| Tappa              | Vincitore          | Classifica generale Maglia gialla | Classifica a punti Maglia bianca | Classifica scalatori Maglia fucsia | Classifica sprint intermedi Maglia blu | Classifica a squadre |
| ------------------ | ------------------ | --------------------------------- | -------------------------------- | ---------------------------------- | -------------------------------------- | -------------------- |
| 1ª                 | Peter Sagan        | Peter Sagan                       | Peter Sagan                      | Martijn Keizer                     | Martijn Keizer                         | Gazprom-RusVelo      |
| 2ª                 | Sacha Modolo       | Danny van Poppel                  | Danny van Poppel                 | Martijn Keizer                     | Adrian Kurek                           | Team Dimension Data  |
| 3ª                 | Dylan Teuns        | Peter Sagan                       | Peter Sagan                      | Maciej Paterski                    | Adrian Kurek                           | Bora-Hansgrohe       |
| 4ª                 | Caleb Ewan         | Peter Sagan                       | Peter Sagan                      | Maciej Paterski                    | Bert-Jan Lindeman                      | Bora-Hansgrohe       |
| 5ª                 | Danny van Poppel   | Peter Sagan                       | Peter Sagan                      | Maxime Monfort                     | Bert-Jan Lindeman                      | Bora-Hansgrohe       |
| 6ª                 | Jack Haig          | Dylan Teuns                       | Peter Sagan                      | Antwan Tolhoek                     | Bert-Jan Lindeman                      | Lotto-Soudal         |
| 7ª                 | Wout Poels         | Dylan Teuns                       | Peter Sagan                      | Diego Rosa                         | Bert-Jan Lindeman                      | Lotto-Soudal         |
| Classifiche finali | Classifiche finali | Dylan Teuns                       | Peter Sagan                      | Diego Rosa                         | Bert-Jan Lindeman                      | Lotto-Soudal         |

## Classifiche finali

### Classifica generale
| Pos. | Corridore          | Squadra      | Tempo     |
| ---- | ------------------ | ------------ | --------- |
| 1    | Dylan Teuns        | BMC          | 27h07'47" |
| 2    | Rafał Majka        | Bora         | a 2"      |
| 3    | Wout Poels         | Sky          | a 3"      |
| 4    | Wilco Kelderman    | Sunweb       | a 10"     |
| 5    | Adam Yates         | Orica        | a 13"     |
| 6    | Domenico Pozzovivo | AG2R         | a 23"     |
| 7    | Sam Oomen          | Sunweb       | a 36"     |
| 8    | Jack Haig          | Orica        | a 57"     |
| 9    | Vincenzo Nibali    | Bahrain-Mer. | a 1'19"   |
| 10   | Rui Costa          | UAE          | a 1'22"   |

### Classifica a punti
| Pos. | Corridore         | Squadra      | Punti |
| ---- | ----------------- | ------------ | ----- |
| 1    | Peter Sagan       | Bora         | 88    |
| 2    | Wout Poels        | Sky          | 51    |
| 3    | Niccolò Bonifazio | Bahrain-Mer. | 51    |
| 4    | Wilco Kelderman   | Sunweb       | 50    |
| 5    | Rafał Majka       | Bora         | 49    |

### Classifica scalatori
| Pos. | Corridore      | Squadra  | Punti |
| ---- | -------------- | -------- | ----- |
| 1    | Diego Rosa     | Sky      | 68    |
| 2    | Antwan Tolhoek | Lotto NL | 38    |
| 3    | Maxime Monfort | Lotto    | 37    |
| 4    | Peter Sagan    | Bora     | 35    |
| 5    | Jack Haig      | Orica    | 30    |

### Classifica sprint intermedi
| Pos. | Corridore         | Squadra  | Punti |
| ---- | ----------------- | -------- | ----- |
| 1    | Bert-Jan Lindeman | Lotto NL | 10    |
| 2    | Jan Tratnik       | CCC      | 7     |
| 3    | Martijn Keizer    | Lotto NL | 6     |
| 4    | Maciej Paterski   | CCC      | 5     |
| 5    | Adam Stachowiak   | Polonia  | 4     |

### Classifica a squadre
| Pos. | Squadra          | Tempo     |
| ---- | ---------------- | --------- |
| 1    | Lotto-Soudal     | 81h35'48" |
| 2    | BMC Racing Team  | a 2'50"   |
| 3    | Movistar Team    | a 13'04"  |
| 4    | Bora-Hansgrohe   | a 13'51"  |
| 5    | AG2R La Mondiale | a 14'02"  |